# Yves Meynard
Yves Meynard, né le 13 juin 1964 au Québec, est un écrivain canadien qui s'est distingué dans le domaine de la science-fiction et de la fantasy. Il écrit aussi bien en anglais qu'en français.

## Biographie
Il a fait ses débuts comme écrivain en 1986 lors du congrès Boréal à Longueuil.  Avec Philippe Gauthier et Claude J. Pelletier, il a ensuite lancé le fanzine Samizdat, mais il a très vite commencé à publier dans Solaris dont il deviendra d'ailleurs le directeur littéraire de 1994 à 2002.
Il a reçu de nombreux prix, quatre prix Aurora, trois prix Boréal et le Grand Prix 1994 de la science-fiction et du fantastique québécois.
En même temps, il a fait ses premières armes en anglais.  Ainsi, durant les années 1990, il a non seulement publié des romans pour jeunes en français, dont Le Mage des fourmis, mais il a aussi signé un roman de fantasy pour adultes, The Book of Knights, publié par Tor à New York.  Il en a ensuite assuré la traduction en français sous le titre Le Livre des chevaliers pour les éditions Alire. 
Outre une collaboration ponctuelle avec Élisabeth Vonarburg, il collabore aussi avec Jean-Louis Trudel sous le nom de Laurent McAllister.

## Publications

### Nouvelles
- Chasseur et Proie (1995)